# Evidomyia infida
Evidomyia infida är en tvåvingeart som beskrevs av Henry Jonathan Reinhard 1958. Evidomyia infida ingår i släktet Evidomyia och familjen parasitflugor.
Artens utbredningsområde är Kalifornien. Inga underarter finns listade i Catalogue of Life.